# Heidi (film, 1952)
Pour les articles homonymes, voir Heidi.
Pour plus de détails, voir Fiche technique et Distribution.
Heidi est un film suisse réalisé par Luigi Comencini, sorti en 1952.

## Synopsis
Heidi est une jeune orpheline qui vit avec son grand-père dans un chalet isolé. Elle passe ses journées dans la montagne à garder des chèvres avec son ami Peter.
Le grand-père est un homme bourru, en conflit avec les gens du village qui le tiennent pour responsable d'un incendie qui détruisit plusieurs maisons quelques années auparavant. Cette accusation lui apparait d'autant plus injuste que son fils, le père de Heidi, trouva la mort en combattant le sinistre incendie.
La vie s'écoule simple et tranquille jusqu'au jour où la tante de Heidi, qui est employée à Francfort, dans la maison d'un riche industriel, vient la chercher pour en faire la compagne de Clara, la fille paralysée de son maître. Heidi se retrouve ainsi arrachée à son univers familier.
Après des difficultés d'adaptation, elle se prend d'une profonde affection pour Clara et l'aidera à retrouver l'usage de ses jambes.

## Fiche technique
Source principale de la fiche technique :
- Titre : Heidi
- Réalisation : Luigi Comencini
- Scénario : Richard Schweizer et William Michael Treichlinger, adapté du roman éponyme de Johanna Spyri
- Direction artistique : Werner Schlichting[réf. nécessaire]
- Musique : Robert Blum
- Décors : Werner Schlichting
- Costumes : Charles Bardet[2]
- Photographie : Emil Berna et Peter Frischknecht
- Son : Rolf Epstein
- Montage : Hermann Haller
- Production : Lazar Wechsler
- Société de production : Praesens-Film
- Distribution : United Artists (version doublée) et Schweizer Fernsehen
- Budget :
- Pays : Suisse
- Format : Noir et blanc - Son : Monophonique (Western Electric Sound System) - 1,37:1 - Format 35 mm
- Genre : drame
- Langue : allemand
- Durée : 97 minutes
- Dates de sortie :
  -  Suisse : 14 novembre 1952
  -  France : 23 décembre 1952
  -  États-Unis : 19 décembre 1953 (à New York)
  -  États-Unis : 3 mars 1954 (sortie nationale)
- Affiche : Boris Grinsson (France)

## Distribution
Source principale de la distribution :
- Elsbeth Sigmund (de) (VF : Françoise Dorléac[2]) : Heidi
- Heinrich Gretler (VF : Marcel Raine[2]) : le grand-père d'Heidi
- Thomas Klameth : Peter
- Elsie Attenhofer : Tante Dete
- Margrit Rainer (de) : la mère de Peter
- Fred Tanner : Parson
- Isa Günther : Clara Sesemann
- Willy Birgel : Ludwig Sesemann
- Traute Carlsen (de) : la grand-mère de Clara
- Anita Mey (de) : Miss Rottenmeyer, la gouvernante de Clara
- Carl Wery : Dr. Classen
- Theo Lingen : Sebastian
- Max Haufler : Baker
- Walburga Gmür : Brigitte, la femme de Baker